# Рожново-Новоґардзьке
Рожново-Новоґардзьке (пол. Rożnowo Nowogardzkie, нім. Rosenow) — село в Польщі, у гміні Машево Голеньовського повіту Західнопоморського воєводства.
Населення — 268 осіб (2011).
У 1975-1998 роках село належало до Щецинського воєводства.

## Демографія
Демографічна структура станом на 31 березня 2011 року:
|          | Загалом | Допрацездатний вік | Працездатний вік | Постпрацездатний вік |
| -------- | ------- | ------------------ | ---------------- | -------------------- |
| Чоловіки | 128     | 40                 | 75               | 13                   |
| Жінки    | 140     | 31                 | 76               | 33                   |
| Разом    | 268     | 71                 | 151              | 46                   |